# Omotilla
Omotilla (лат.) — род мелких ос-немок из подсемейства Myrmillinae. Длина около 6—8 мм.

## Описание
Азия (Йемен) и Афротропика. У самцов 13-члениковые усики, у самок — 12-члениковые. Самка осы пробирается в чужое гнездо и откладывает яйца на личинок хозяина, которыми кормятся их собственные личинки

## Систематика
Около 5 видов. Род был впервые выделен в 1943 году. По строению усиков и крыльев (3 радиомедиальные ячейки) сходен с родами Sigilla Skorikov, 1927, Squamulotilla Bischoff, 1920 и Pristomutilla Ashmead, 1903. Относится к подсемейству Myrmillinae. В 2006 году вид Odontotilla conjuncta был включён в состав рода Omotilla. 
- Omotilla conjuncta (Klug 1829)
- Omotilla curvidentata Invrea, 1943 typus
- Omotilla conjunctoides (Magretti, 1891)
- Omotilla grazianii (Invrea 1936)